# Arturo García Sancho
Arturo García Sancho (Bilbao, 16 de julio de 1990) es un actor y modelo español, conocido por interpretar el papel de Manuel de Luján y Ezquerdo en la serie La promesa.

## Biografía
Arturo Sancho nació el 16 de julio de 1990 en Bilbao, en la provincia de Vizcaya, en la comunidad del País Vasco (España), desde temprana edad mostró inclinación por la actuación, por lo que a sus diecinueve años se trasladó a la capital de España y cursó sus estudios de interpretación en el Estudio de Juan Carlos Corazza, combinándolo con seminarios y talleres.

## Carrera
Arturo Sancho se formó en cursos de canto para teatro musical con Marta Valverde. Cursó un seminario titulado Constelaciones Familiares impartido por Joan Garriga y otro titulado Orden y Caos sobre la expresión y la técnica del actor en la escuela de interpretación Juan Carlos Corazza, donde al cabo de cuatro años completó su formación. A lo largo de su carrera ha actuado en teatro en las obras Bodas de sangre, La raíz del grito, El porvenir en un beso, Efectos, Amores chejov y Las mujeres sabias (musical).
En 2010, tras no conseguir ningún impulso en su carrera actoral, participó brevemente como concursante en la duodécima edición del reality emitido en Telecinco Gran Hermano, en el que permaneció en la casa sólo tres semanas hasta su expulsión. En 2019 protagonizó el cortometraje Encadenado dirigido por Patricia García y Santiago Varela, mientras que en 2020 protagonizó el cortometraje Rodio. También participó en varios videoclips como La vida no es la la la de Café Quijano, El precio de tu amor de Son Cruz, Te vine a ver de Los Kjarkas y Dueño de todo de Ukarmarka.
En el 2022 interpretó el papel de Bernat Estanyol joven en la serie de Netflix Los herederos de la tierra. Al año siguiente, en 2023, fue elegido por TVE para interpretar el papel de Manuel de Luján en la telenovela de La 1 La promesa y donde actuó junto a actores como Ana Garcés, Eva Martín, Manuel Regueiro, María Castro, Joaquín Climent, Antonio Velázquez, Carmen Asecas, Paula Losada, Andrea del Río y Amparo Piñero.

## Filmografía

### Televisión
| Año           | Título                     | Personaje             | Notas        |
| ------------- | -------------------------- | --------------------- | ------------ |
| 2022          | Los herederos de la tierra | Bernat Estanyol joven | 2 episodios  |
| 2023-presente | La promesa                 | Manuel de Luján       | ¿? episodios |

### Cortometrajes
| Año  | Título     | Director                          |
| ---- | ---------- | --------------------------------- |
| 2019 | Encadenado | Patricia García y Santiago Varela |
| 2020 | Rodio      |                                   |

### Videoclips
| Título                 | Artista      |
| ---------------------- | ------------ |
| La vida no es la la la | Café Quijano |
| El precio de tu amor   | Son Cruz     |
| Te vine a ver          | Los Kjarkas  |
| Dueño de todo          | Ukarmarka    |

## Programas de televisión
| Año  | Título          | Cadeña    | Role        |
| ---- | --------------- | --------- | ----------- |
| 2010 | Gran Hermano 12 | Telecinco | Concursante |

## Teatro
| Título                       | Director               |
| ---------------------------- | ---------------------- |
| Bodas de sangre              | Ignacio Ysasi          |
| La raíz del grito            | Juan Carlos Corazza    |
| El porvenir en un beso       | Oscar Velado           |
| Efectos                      | Rosa Morales Kucharski |
| Amores chejov                | Paula Soldevila        |
| Las mujeres sabias (musical) | Andrés Alemán          |